# Чемпионат СССР по вольной борьбе 1957
13-й Чемпионат СССР по вольной борьбе проходил в Киеве с 6 по 8 декабря 1957 года. В соревнованиях участвовало 182 борца.

## Медалисты
| Весовая категория | Золото                                         | Серебро                                        | Бронза                                          |
| ----------------- | ---------------------------------------------- | ---------------------------------------------- | ----------------------------------------------- |
| Наилегчайший вес  | Заур Мчедлишвили «Динамо» (Тбилиси)            | Георгий Саядов «Динамо» (Киев)                 | Игорь Караваев «Динамо» (Минск)                 |
| Легчайший вес     | Владимир Арсенян «Динамо» (Тбилиси)            | Сурен Казаров «Спартак» (Ростов-на-Дону)       | Михаил Шахов «Динамо» (Киев)                    |
| Полулёгкий вес    | Амурхан Балаев Вооружённые Силы (Орджоникидзе) | Норайр Мушегян «Динамо» (Ереван)               | Григол Джинчарадзе «Трудовые Резервы» (Тбилиси) |
| Лёгкий вес        | Владимир Синявский «Локомотив» (Киев)          | Леонид Колесник «Буревестник» (Ленинград)      | А. Галустян «Спартак» (Ереван)                  |
| Полусредний вес   | Вахтанг Балавадзе «Буревестник» (Тбилиси)      | Мухтар Дадашев «Динамо» (Баку)                 | Михаил Бекмурзов «Буревестник» (Орджоникидзе)   |
| Средний вес       | Георгий Схиртладзе «Спартак» (Тбилиси)         | Таузбек Дзахсоров «Буревестник» (Ордженикидзе) | Гурам Гобеджишвили «Буревестник» (Тбилиси)      |
| Полутяжёлый вес   | Борис Гуревич Вооружённые Силы (Киев)          | Борис Кулаев «Спартак» (Орджоникидзе)          | Анатолий Албул «Спартак» (Ленинград)            |
| Тяжёлый вес       | Иван Выхристюк «Динамо» (Киев)                 | Эдуард Кляхин «Динамо» (Запорожье)             | Оттар Канделаки «Динамо» (Тбилиси)              |